# Ritzenbergen
Ritzenbergen ist ein Ortsteil der Gemeinde Blender in der niedersächsischen Samtgemeinde Thedinghausen im Landkreis Verden. Der Ort liegt 3 km nordöstlich vom Kernort Blender an der östlich verlaufenden Weser.

## Geschichte
Bernd Ulrich Hucker lokalisiert hier die „Rikinburg“, die nur ein einziges Mal im Jahr 935 in der historischen Überlieferung erwähnt wurde. In diesem Jahr wurde sie vom Edelherren Willarius der Bremer Kirche geschenkt. Eine Identifikation dieser Burg mit einem auf einer Karte des Amtes Thedinghausen von 1765 eingetragenen Hügel von etwa 150 m Durchmesser oberhalb eines alten Weserarms in Ritzenbergen ist aber bisher nicht gesichert.
Die Gemeinde Amedorf/Ritzenbergen wurde zusammen mit der Gemeinde Holtum-Marsch im Jahr 1968 in die damalige Gemeinde Blender eingegliedert.